# Dariusz Wrzosek
Dariusz Wrzosek es un deportista polaco que compitió en piragüismo en la modalidad de eslalon. Ganó una medalla de bronce en el Campeonato Mundial de Piragüismo en Eslalon de 2002 y dos medallas en el Campeonato Europeo de Piragüismo en Eslalon, plata en 2008 y bronce en 2007.

## Palmarés internacional
| Campeonato Mundial | Campeonato Mundial             | Campeonato Mundial | Campeonato Mundial |
| Año                | Lugar                          | Medalla            | Competición        |
| ------------------ | ------------------------------ | ------------------ | ------------------ |
| 2002               | Bourg-Saint-Maurice (Francia)  | Medalla de bronce  | C2 por equipos     |
| Campeonato Europeo |                                |                    |                    |
| Año                | Lugar                          | Medalla            | Competición        |
| 2007               | Liptovský Mikuláš (Eslovaquia) | Medalla de bronce  | C2 por equipos     |
| 2008               | Cracovia (Polonia)             | Medalla de plata   | C2 por equipos     |